# Dyckia sickii
Dyckia sickii är en gräsväxtart som beskrevs av Lyman Bradford Smith. Dyckia sickii ingår i släktet Dyckia och familjen Bromeliaceae. Inga underarter finns listade i Catalogue of Life.